# 美色殺人狂
《美國殺人魔》（英語：American Psycho）是一部2000年的美國黑色幽默驚悚電影，由玛丽·哈伦執導并与吉娜薇·特纳共同编剧，克里斯汀·貝爾等主演。電影內容改編自布列特·伊斯頓·艾利斯的同名小說，以1980年代的紐約為背景，描述一名年輕有為的華爾街雅痞派屈克·貝特曼，私底下原來是連環殺手的故事，讽刺了1980 年代以贝特曼为代表的雅皮士文化和消费主义。
原作者艾利斯曾认为自己的小说无法被改编成电影。但制片人爱德华·R·普雷斯曼坚持要改编它，并于 1992 年买下电影版权。在玛丽·哈伦和特纳于 1996 年开始编写剧本之前，斯图尔特·戈登，大卫·柯南伯格和罗布·韦斯都曾考虑过执导这部电影。他们试图制作一部强调小说讽刺意味的80 年代历史片。前期制作十分混乱； 哈伦选择贝尔饰演贝特曼，但由于发行商狮门影业寻求莱昂纳多·迪卡普里奥出演这个角色，哈伦被解雇并由奥利弗·斯通接替。在史東和狄卡皮歐因意见不合离开后，哈伦被重新聘用并获准让贝尔出演。 电影的主体拍摄于 1999 年 2 月在多伦多和纽约市开始。
電影於2000年1月21日在圣丹斯电影节首映并于4月14日在美国上映。这部电影获得了普遍正面评价以及对贝尔的表演和剧本的赞扬，票房收入超过 3400 万美元，预算为 700 万美元。从诞生之初，它就成为了邪门经典，至今在当代迷因文化中都有一席之地。非电影院首映的续集《美國殺人魔2》于 2002 年发行。

## 剧情
故事發生於1987年的美國紐約市，帕特里克·贝特曼（Patrick Bateman）是一位年轻富有的投资银行家，他注重皮膚保養和健身且飲食穿著極為講究。某天，在一次商务会议上，贝特曼和他的同事们正在攀比他们的名片，炫耀他们名片的设计和风格。贝特曼被他同事保罗·艾伦的名片的奢华激怒了。當天晚上，在一条小巷里，他遇到了一个无家可归的人并用刀刺死了他，還踩死了他的狗。贝特曼计划和艾伦在圣诞晚会后共进晚餐，艾伦卻误以为贝特曼是另一位同事馬可斯。贝特曼嫉妒艾伦能预订得上高級餐廳朵西亞，自己却不行。贝特曼在晚餐時将艾伦灌醉，把艾伦带进他的公寓，并在听休易路易斯和新闻时用斧头砍死了他。然後贝特曼走进艾伦的家，在答录机上留言说艾伦去英國伦敦出差了。
一位侦探唐纳德·金博尔就艾伦失踪一事和贝特曼面谈。贝特曼将两名妓女克里斯蒂和萨布丽娜带到他的公寓和她们发生性关系，然后折磨她们并在付钱后将她们送走。贝特曼的一位同事路易斯·卡拉瑟斯（Luis Carruthers）展示了自己的新名片，因此贝特曼试图在一家高級餐厅的洗手间掐死他。卡拉瑟斯误认为贝特曼在向他调情，并向贝特曼表达了爱意，贝特曼惊慌失措而逃。谋杀模特兒后，贝特曼邀请他的秘书珍共进晚餐，并提议她在他的公寓里与他见面喝酒。贝特曼打算用射钉枪杀死她，但在收到女友伊芙琳的留言后放弃了。
痛苦的贝特曼与金博尔共进午餐。金博尔透露贝特曼的一位同事声称曾与他共进晚餐，从而证实了他的不在场证明。金博尔评论说有人无缘无故谋杀艾伦简直令人难以置信，贝特曼紧张地笑了一笑。贝特曼将克里斯蒂带到艾伦的公寓，在那里给熟人伊丽莎白下药，然后与她和克里斯蒂发生性关系。贝特曼杀死伊丽莎白后，克里斯蒂逃跑，在寻找出口时发现多具女性尸体。贝特曼追赶她并在她逃下楼梯时在樓梯頂向她扔了一把电锯將她殺死。之后，贝特曼解除了与伊芙琳的婚约。
贝特曼在使用自动取款机时看到了一只猫，自动取款机显示文字「喂我一只流浪猫」。当他准备射杀这只猫时，一个老妇人目击了他拿枪，于是他开枪打死了該名老婦人，随后警察开始追捕贝特曼。贝特曼杀死了警察并炸毁了一辆警车后，再逃进他的办公室。他打了电话给他的律师哈罗德·卡恩斯（Harold Carnes）并歇斯底里地供认自己杀死了二十至四十人。第二天早上，贝特曼前往艾伦的公寓清理他的遗体，但发现公寓空置待售。房地产中介命令他离开并神秘地表示公寓不属于艾伦。
贝特曼与同事共进午餐时，珍在贝特曼的办公室日记中发现了谋杀和残害的详细图画。贝特曼遇到卡恩斯并提到电话裏的留言。卡恩斯将贝特曼误认为是另一位同事，并以开玩笑的方式一笑置之。贝特曼澄清了自己的身份并再次承认了谋杀，但卡恩斯说他的说法是不可能的，因为他最近才在伦敦与艾伦共进晚餐。困惑的贝特曼回到他的朋友身边，他们在讨论罗纳德·里根是一个无害的老人还是隐藏的精神病。贝特曼不确定他的罪行是真实的还是虚构的，他意识到自己永远不会受到他所想要的惩罚，他自述他的忏悔根本毫无意义。

## 演员
- 克里斯汀·貝爾 飾 派屈克·貝特曼（Patrick Bateman）
- 科洛·塞维尼 飾 珍（Jean）
- 關妮薇·透納（英语：Guinevere Turner） 飾 伊麗莎白（Elizabeth）
- 嘉華·史摩亞（英语：Cara Seymour） 飾 克莉絲蒂（Christie）
- 威廉·達佛 飾 唐納德·金巴爾（Donald Kimball）
- 麗絲·韋花絲潘 飾 艾芙琳·威廉斯（Evelyn Williams）
- 莎曼珊·瑪西絲（英语：Samantha Mathis） 飾 寇特妮·羅林生（Courtney Rawlinson）
- 賈斯汀·賽理斯 飾 提摩西·布萊斯（Timothy Bryce）
- 喬許·盧卡斯 飾 克萊格·麥克德莫特（Craig McDermott）
- 比爾·塞奇 飾 大衛·范·帕登（David Van Patten）
- 馬特·羅斯 飾 路易斯·卡魯瑟斯（Luis Carruthers）
- 傑瑞德·雷托 飾 保羅·艾倫（Paul Allen）

## 參註
1. 1 2  . Box Office Mojo.   [2022-11-30]. （原始内容存档于2022-11-30）.
2. ↑  Potvin, James. . ScreenRant. 2022-03-16  [2022-11-30]. （原始内容存档于2022-09-30） （美国英语）.

## 外部連結
- 互联网电影数据库（IMDb）上《美色殺人狂》的资料（英文）
- AllMovie上《美色殺人狂》的资料（英文）
- 爛番茄上《美色殺人狂》的資料（英文）
- Metacritic上《美国精神病人》的資料（英文）
- Box Office Mojo上《美色殺人狂》的資料（英文）